# Die Moskau-Connection

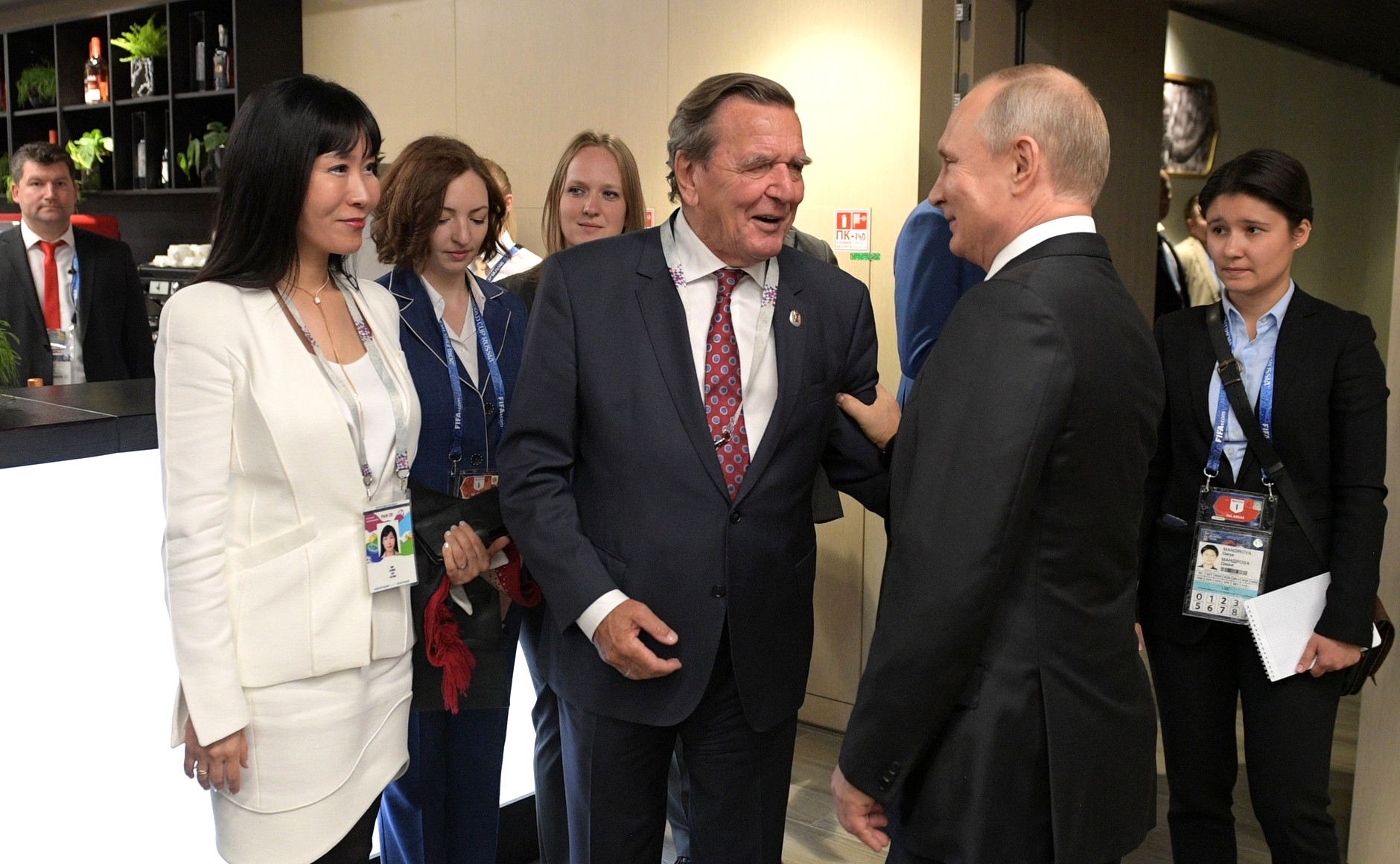
Gerhard Schröder (Mitte) mit Wladimir Putin, bei der Eröffnungsfeier der Fußballweltmeisterschaft 2018

Die Moskau-Connection. Das Schröder-Netzwerk und Deutschlands Weg in die Abhängigkeit ist ein politisches Sachbuch der deutschen FAZ-Journalisten Reinhard Bingener und Markus Wehner. Es erschien im Mai 2023 und behandelt das politische und wirtschaftliche Netzwerk um den ehemaligen Bundeskanzler Gerhard Schröder (SPD). Ferner geht es darum, wie Schröder und sein Netzwerk mit dem russischen Präsidenten Wladimir Putin zusammenarbeiteten und Deutschland in eine energiepolitische Abhängigkeit von Russland führten, die das Land nach dem russischen Überfall auf die Ukraine 2022 und in der globalen Energiekrise 2021–2023 vor Probleme stellte.

## Inhalt

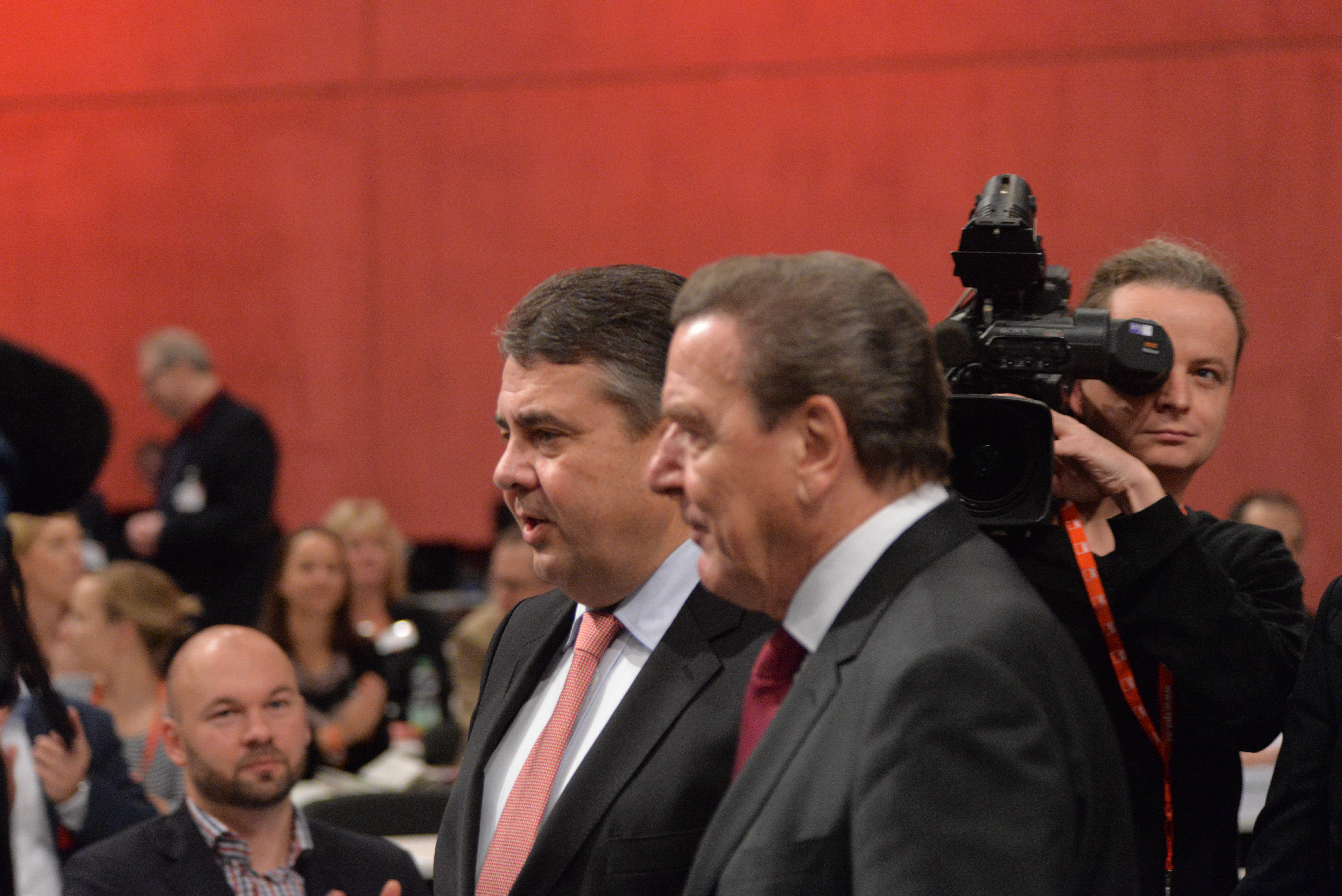
Gabriel und Schröder im Jahr 2015 auf dem SPD-Bundesparteitag

Laut Vorwort wollen Bingener und Wehner in ihrem Buch zeigen, wie Deutschland energiepolitisch in Russlands Abhängigkeit geraten konnte. Das habe an Fehlern der Bundesregierung gelegen, an denen ein „einflussreiches Netzwerk“ mit Schröder im Mittelpunkt großen Anteil gehabt habe. Schröder habe politische und wirtschaftliche Interessen miteinander vermengt und auch nach seiner Kanzlerschaft seine Kontakte genutzt. Nicht nur Sozialdemokraten, sondern auch Unternehmer und Wirtschaftsmanager hätten zum Netzwerk gehört (S. 7(8).
In sieben Kapiteln wird beschrieben: wie Schröders Netzwerk entstanden ist, der Aufstieg Putins in Russland, die „Ausbeutung eines sozialdemokratischen Mythos“ (nämlich der Ostpolitik Brandts), die deutsch-russischen Gasgeschäfte, Russlandpolitik 1998–2013, Russlandpolitik 2013–2021 sowie die Situation nach dem Überfall vom Februar 2022.
Dabei stellen die Autoren mehrere Personen vor, die zu Schröders Netzwerk gehörten oder zum Thema gehören. Das sind zunächst eine Reihe von SPD-Politikern wie Heino Wiese, der das Netzwerk mitorganisiert hat, und auch Lars Klingbeil, der beispielsweise als Mitarbeiter in den Wahlkreisbüros von Schröder und Wiese gearbeitet hat. Größeren Raum des Buches nehmen die Darstellungen zu Wiese, Frank-Walter Steinmeier (Bundesminister und dann Bundespräsident), Sigmar Gabriel (Ministerpräsident in Niedersachsen und Bundesminister) und Stephan Weil (Ministerpräsident in Niedersachsen) ein.
Die Autoren lehnen die Vermutung ab, Schröder habe nach dem Ende seiner Kanzlerschaft keine Rolle in seiner Partei mehr gespielt (etwa wegen der Agenda 2010). Das mag für Teile der SPD gelten, doch nicht für die Führung der Bundes-SPD. Sie nennen zum Beispiel Frank-Walter Steinmeier und Sigmar Gabriel. „Daneben gab es eine lange Liste von Mandatsträgern und Parteimitarbeitern, die zum erweiterten Schröder-Netz zählen. Ob in Hannover, Berlin oder Schwerin, Schröder hatte überall Leute.“ (S. 279/280)
Es habe bestimmte Gründe dafür gegeben, dass gerade SPD-Politiker gegenüber Putins Machtpolitik nicht entschlossen aufgetreten seien. Im Falle von Schröder nennen Bingener und Wehner „zahlreiche biografische und habituelle Ähnlichkeiten“ zu Putin. Sie erwähnen den „Chauvinismus“ von Schröders Männerrunden in Hannover, woran Putin mit seinem „Männlichkeitskult“ habe anschließen können. Schröder habe während seiner gesamten Karriere ein „bemerkenswert ungetrübtes Verhältnis zu Autokraten“ gehabt, wie Fidel Castro, Erich Honecker oder Recep Tayyip Erdoğan (S. 278/279).
Außerdem seien manche SPD-Politiker weniger antikommunistisch und weniger stark im Westen verankert als allgemein vermutet wird. Bei ihnen schimmere der Wunsch nach einem Weg Deutschlands zwischen Ost und West durch. Aus Antiamerikanismus heraus habe man sich Moskau annähern wollen, um gegenüber Washington einen größeren Verhandlungsspielraum zu haben (S. 280):

„Putin spekulierte auf seine Chance, Deutschland über den Umweg der SPD aus der westlichen Phalanx herauszulösen und mit ihm über die Köpfe der Osteuropäer hinweg Geschäfte zu machen. […] Die später zu einem sozialdemokratischen Mythos aufgepumpte Entspannungspolitik hat verhindert, dass man die Absichten Putins innerparteilich durchschaute.“

Dabei unterscheiden Bingener und Wehner zwischen Frank-Walter Steinmeier, Manuela Schwesig oder Stephan Weil, die offensichtlich keine eigenen Geldinteressen gehabt hätten, und Schröder, Wiese und Gabriel, bei denen der Eindruck ein anderer sei. Trotzdem mögen auch letztere subjektiv geglaubt haben, sie würden durch ihre Politik zur „Völkerverständigung“ beitragen. Für den Angriffskrieg trage zwar nur Moskau die Verantwortung, doch Schröder, Steinmeier und Gabriel hätten Russlands Aggressivität „verkannt, verharmlost, streckenweise sogar negiert“ (280/281).
Bingener und Wehner erwähnen stellenweise auch Angela Merkel und andere Politiker der CDU/CSU sowie den Ost-Ausschuss der Deutschen Wirtschaft; dazu am Rande Politiker Österreichs und weiterer Länder (darunter Wolfgang Schüssel, der Aufsichtsrat bei Lukoil geworden ist, S. 131). Merkel habe zwar nie Illusionen über Putins Charakter gehabt, sei jedoch gegenüber der Abhängigkeit von russischem Gas oder der Schwächung der Bundeswehr nicht entschlossen aufgetreten. „Auch sie hat angesichts russischer Provokationen und Attacken weiter auf Diplomatie statt auf Härte gesetzt.“ Außerdem hätten auch Unionspolitiker „klebrige Verbindungen“ nach Russland, die „einer eigenen Betrachtung wert wären“ (S. 276).

## Rezeption
Das Buch wurde in vielen Medien besprochen und zitiert und dabei zumeist positiv aufgenommen. Es gelangte auf die Spiegel-Bestsellerliste. Vorgestellt haben die beiden Autoren es bereits am 13. März 2023 in Berlin und  am 14. März 2023 in Hannover.
Nadine Conti in der taz kritisierte ironisch Details im Buch und den vorgeblich bewirkten Eindruck, dass „Herrenabende und Männerseilschaften eine Erfindung Schröders“ seien. Der NZZ zufolge frage man sich nun als deutscher Leser, „in welchem Land man bisher lebte“. Das Buch von Bingener und Wehner stelle Schröder „ein katastrophales Zeugnis für seine Russland-Politik aus“. Philipp Löpfe schrieb für Watson, dass auch nach Schröders Ausscheiden aus dem Kanzleramt dessen Netzwerk weitgehend unbekannt geblieben sei. Bingener und Wehner würden nun diese „Dunkelkammer“ ausleuchten, mit erschreckenden, schockierenden Ergebnissen. In der Frankfurter Rundschau meinte Michael Hesse, das Buch sei eines der besten zu den Hintergründen der Energiekrise. „Glänzend geschrieben und unglaublich spannend.“ Gleichzeitig verwies er auf die Rolle der Union. Martin Malek bezeichnete das Buch in Sirius Zeitschrift für Strategische Analysen als „ein wichtiges, durchgehend flüssig geschriebenes und allgemein verständliches Buch, das zentrale Fragen nicht nur der deutschen, sondern auch der europäischen Politik aufgreift und mit viel Hintergrundwissen beantwortet“.

## Ausgabe
- Reinhard Bingener, Markus Wehner: Die Moskau-Connection. Das Schröder-Netzwerk und Deutschlands Weg in die Abhängigkeit. C. H. Beck, München 2023, ISBN 978-3-406-79941-9.

## Belege
1. ↑  Die Russland-Connection. In: ORF TVTHEK. 15. Juni 2023, abgerufen am 22. Juni 2023.
2. ↑  Hubert Gude: Die Russland-Connection der niedersächsischen Spitzengenossen. In: spiegel.de. 19. Mai 2022, abgerufen am 22. Juni 2023.
3. ↑  Moritz Küpper: Reinhard Bingener, Markus Wehner: „Die Moskau-Connection“. In: deutschlandfunk.de. 15. Mai 2023, abgerufen am 22. Juni 2023.
4. ↑  Neues Buch über Schröders Russland-Verbindungen erscheint. In: ndr.de. 13. März 2023, abgerufen am 22. Juni 2023.
5. ↑  Corinna Budras: Die Moskau-Connection: Die verhängnisvollen Fehler der deutschen Außenpolitik. In: faz.net. 16. März 2023, abgerufen am 22. Juni 2023.
6. ↑  Markus Decker: Wie Gerhard Schröder und andere Sozialdemokraten Russland dienten. In: rnd.de. 13. März 2023, abgerufen am 24. Juni 2023.
7. ↑  Patrick Schiller: "Schröders SPD mitverantwortlich für den Krieg in der Ukraine". In: t-online.de. 15. März 2023, abgerufen am 22. Juni 2023.
8. ↑  Nadine Conti: Männerabend mit und ohne Würstchen. In: taz.de. 25. März 2023, abgerufen am 22. Juni 2023.
9. ↑  Susanne Gaschke: Gerhard Schröder und die Moskau-Connection: Als deutscher Leser fragt man sich, in welchem Land man bisher lebte. In: nzz.ch. 4. April 2023, abgerufen am 22. Juni 2023.
10. ↑  Philipp Löpfe: Viel schlimmer als gedacht: Gerhard Schröders Moskau-Connection. In: watson.ch. 13. April 2023, abgerufen am 22. Juni 2023.
11. ↑  Michael Hesse: Schröder und Putin: Eine Freundschaft aus der Sauna endet im politischen GAU. In: fr.de. 27. März 2023, abgerufen am 22. Juni 2023.
12. ↑  Martin Malek: Rezension in: Sirius. Zeitschrift für Strategische Analysen, Band 7 Heft 3, 2023, S. 319–322; 322.